# Vester Hæsinge Kirke
Vester Hæsinge Kirke ligger i Vester Hæsinge Sogn på Sydfyn.

## Historie
Kirken er fra omkring år 1200. Den skal være stærkt ombygget ved reformationen i 1536.
Tårnet skulle også være fra den tid.
Over langhusets rygning var der tidligere et lille spir med to klokker.
I forbindelse med en større restaurering i 1890 blev korgavlen ommuret, og de røde støttepiller blev etableret. Det var også ved den lejlighed, at våbenhuset ved sydsiden blev nedrevet og et nyt opført på nordsiden. Det vi kender i dag.

## Eksterne kilder og henvisninger
- Wikimedia Commons har flere filer relateret til Vester Hæsinge Kirke
- Vester Hæsinge Kirke Arkiveret 31. januar 2011 hos  Wayback Machine hos nordenskirker.dk
- Vester Hæsinge Kirke hos KortTilKirken.dk